# Bella 'mbriana

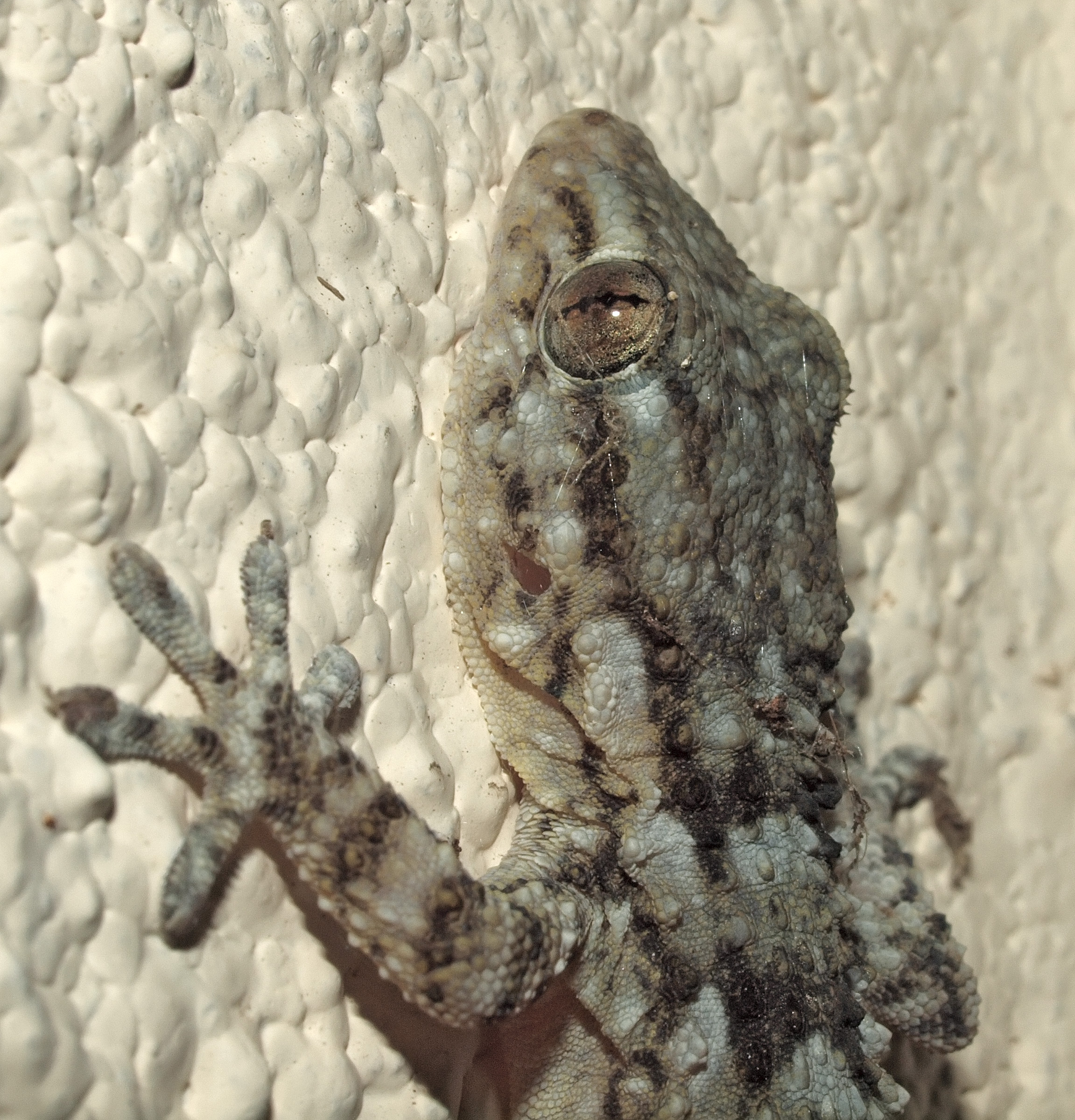
La bella 'mbriana è sfuggente e se osservata si trasforma in geco o farfalla.

La bella 'mbriana, nella credenza popolare napoletana, è lo spirito benefico della casa. Deve il proprio nome alla meridiana, simbolo del sole e del calore domestico, e convive col munaciello, spirito bizzarro, a volte positivo, altre volte dispettoso.

## Descrizione
(Giuseppe Pitrè, Curiosità popolari tradizionali, 1890)
Di aspetto piacente, la 'mbriana regna, controlla e consiglia gli abitanti. Nel corso dei secoli, e ancora oggi, è l'antagonista del munaciello. Viene invocata in tutte le situazioni difficili che compromettono la serenità familiare. In genere si tratta di uno spirito buono, ma mai offendere la bella 'mbriana perché può addirittura provocare la morte di uno dei familiari. In passato, si metteva a tavola un posto in più per lei.
Alla bella 'mbriana piace l'ordine e la pulizia e per questo una casa trascurata la rende irascibile. Quando si decideva un trasloco, si cercava di parlarne fuori casa, in modo da non farle sapere nulla, per non attirarsi le sue ire. La bella mbriana, insieme al munaciello e alla janara, era l'argomento principe di racconti, nelle serate d'inverno quando si riunivano le donne davanti al braciere ('a vrasera) a discutere.
Secondo la tradizione popolare si manifesta in forma di geco o si fa vedere tra le tende mosse dal vento in una giornata di sole (se è corretta la derivazione del nome dal latino Meridiana, il nome stesso allude ad uno spirito diurno, che si intravede alla controra, ossia nel primo pomeriggio). Se si ristruttura l'appartamento si può offendere e si può essere colpiti per ripicca dalla morte di un caro. Un proverbio, al proposito, recita: Casa accunciata morte apparicchiata.

## La bella 'mbriana nelle arti
La bella 'mbriana, quale elemento tipico della cultura napoletana, è citata in ambito letterario e musicale. Tra le citazioni letterarie si annoverano quelle di Giambattista Basile, letterato napoletano dell'epoca barocca, di Giuseppe Pitrè, nella sua opera Curiosità popolari tradizionali del 1890, e di Carlo Tito Dalbono, Giovanni Emanuele Bidera, Gaetano Amalfi e Matilde Serao.
Inoltre, il cantautore Pino Daniele le ha dedicato un album, Bella 'mbriana, dove vi è incluso un brano omonimo.